# 오라떼
오라떼는 동아오츠카에서 생산 및 판매하고 있는 유성과즙음료이다. 2006년 출시하였고, 2009년 7월 디자인이 리뉴얼 되었다. 2023년 오라떼 딸기가 새롭게 출시되었다

## 종류
- 딸기맛
- 애플맛
- 피치맛
- 오리지널맛

### 용기
- 240ML 캔
- 340ML 페트
- 1.5L 페트

## 같이 보기
- 동아오츠카
- 오란씨
- 오라떼 홈페이지